# 후지필름 X-T2
후지필름 X-T2는 후지필름에서 제조하는 방진, 방습 기능을 가진 미러리스 카메라로, 2016년 7월 7일 발표되었다. 후지필름 X-시리즈의 일부로서, 후지필름 X-마운트 렌즈를 사용하며, 후지필름 X-T1을 계승한 것이다. 판매는 2016년 9월 8일부터 시작되었다.
그래파이트 실버 에디션이 2017년 2월 16일에 출시되었다.

## 주요 기능
- 24.3-메가픽셀, APS-C 사이즈 X-트랜스 CMOS III 센서
- 후지필름 X-마운트 시스템 렌즈와 호환
- 30 fps 동영상에서 4K 해상도 촬영
- 1/8000초 기계식 셔터
- 듀얼 메모리 카드 슬롯
- 배터리 그립 지원